# Ereveld Ancol
Ereveld Ancol (ook wel Ereveld Antjol genoemd) is een erebegraafplaats aan de kust bij Jakarta (Tanjung Priok). Het ereveld werd ingewijd op 14 september 1946. Hier liggen meer dan 2000 slachtoffers van het Japanse oorlogsgeweld begraven, waaronder 1328 deelnemers aan het verzet in Nederlands-Indië.

## Geschiedenis

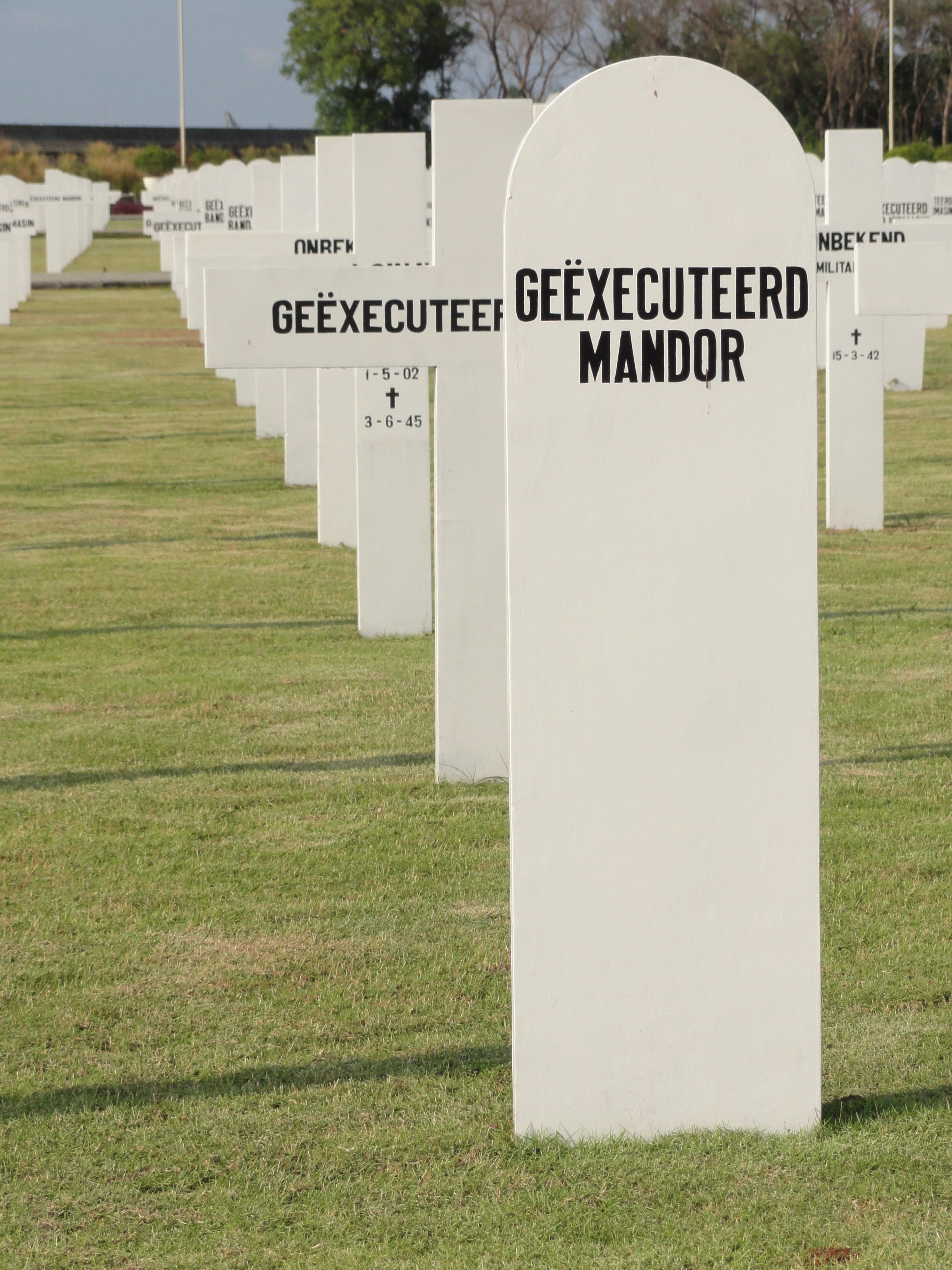
Ereveld Antjol

Na de capitulatie van Japan op 15 augustus 1945 - nog in de periode dat de Engelsen tijdelijk het bewind van de bezetters overnamen - werd begonnen met onderzoeken van de kant van de geallieerde Temporaire Krijgsraden naar de oorlogsmisdaden die de Japanse bezetters, in het bijzonder de Kempeitai, hadden bedreven. Het duurde enige maanden voordat men aan Antjol dacht. Toen het personeel van de Nederlandse Gravendienst het terrein voor het eerst in juni 1946 bezocht stond op een verwaarloosd stuk terrein een gehaast gebouwde cementen zerk met daarop een houten kruis. Op de steen stond een eenvoudige inscriptie in het Japans, vertaald: "begraafplaats - overledenen". In het kader van de voorbereiding van de processen tegen de leden van het Kempeitai-hoofdkwartier te Batavia werden enige leden uit de gevangenis naar Antjol overgebracht en ter plaatse verhoord door een speciale commissie.
De verklaringen beperkten zich tot summiere informatie. Nabij de cementen steen zouden tussen de 400 en 600 geëxecuteerde gevangenen begraven liggen. De hoogbejaarde en doofstomme bewaker van een oud Chinees tempeltje kon belangrijke informatie verschaffen en was in staat de plaats van vele executies aan te wijzen. Op zijn aanwijzing werden in aanwezigheid van het onderzoeksteam opgravingen gedaan. Over het gehele terrein werden graven en massagraven aangetroffen. In de daarop volgende maanden werd de inrichting van het ereveld aangepakt. Het terrein werd schoongemaakt, de stoffelijke resten zorgvuldig verzameld en zo veel mogelijk geïdentificeerd. De grond werd vervolgens geëgaliseerd, opgehoogd en gedraineerd. Op de plaats waar de cementen zerk stond werd tijdelijk een monument van hout geplaatst met daarop de tekst: "Hun geest heeft overwonnen 1942-1945". Op 14 september 1946 vond de inwijding plaats van het ereveld, het eerste in de zuidwest Pacific dat door de Nederlandse Legergravendienst werd aangelegd.

## Opening van het ereveld
Er vond vervolgens een groots en emotioneel eerbetoon ter nagedachtenis van de geëxecuteerden plaats. Het monument was bedekt met de Nederlandse vlag, de kruizen met palmtakken en op alle graven lagen rozenblaadjes. Veel burgers, mannen, vrouwen en kinderen uit verschillende landen afkomstig en daarnaast militairen, hadden zich rond het monument opgesteld. De volgende autoriteiten waren aanwezig: luitenant-generaal H.J. van Mook, toen de opperbevelhebber van de geallieerde strijdkrachten in Indië, generaal E.C. Mansbergh, luitenant-generaal S. Spoor, viceadmiraal A.S. Pinke en verder Amerikaanse, Franse en Chinese consulaire vertegenwoordigers. Het eerbetoon ging vooraf door een gebedsdienst van Mgr. Willekens, de bisschop van Batavia. Na deze plechtigheid werd een ere-saluut gebracht door eenheden van de Koninklijke Marine, de Koninklijke Landmacht en het Indische leger. Gedurende het beklemmende moment dat de Nederlands vlag halfstok werd gelaten speelde het militaire muziekkorps de Marche Funèbre van Chopin. Hierna hield Van Mook een korte toespraak en zei onder meer:

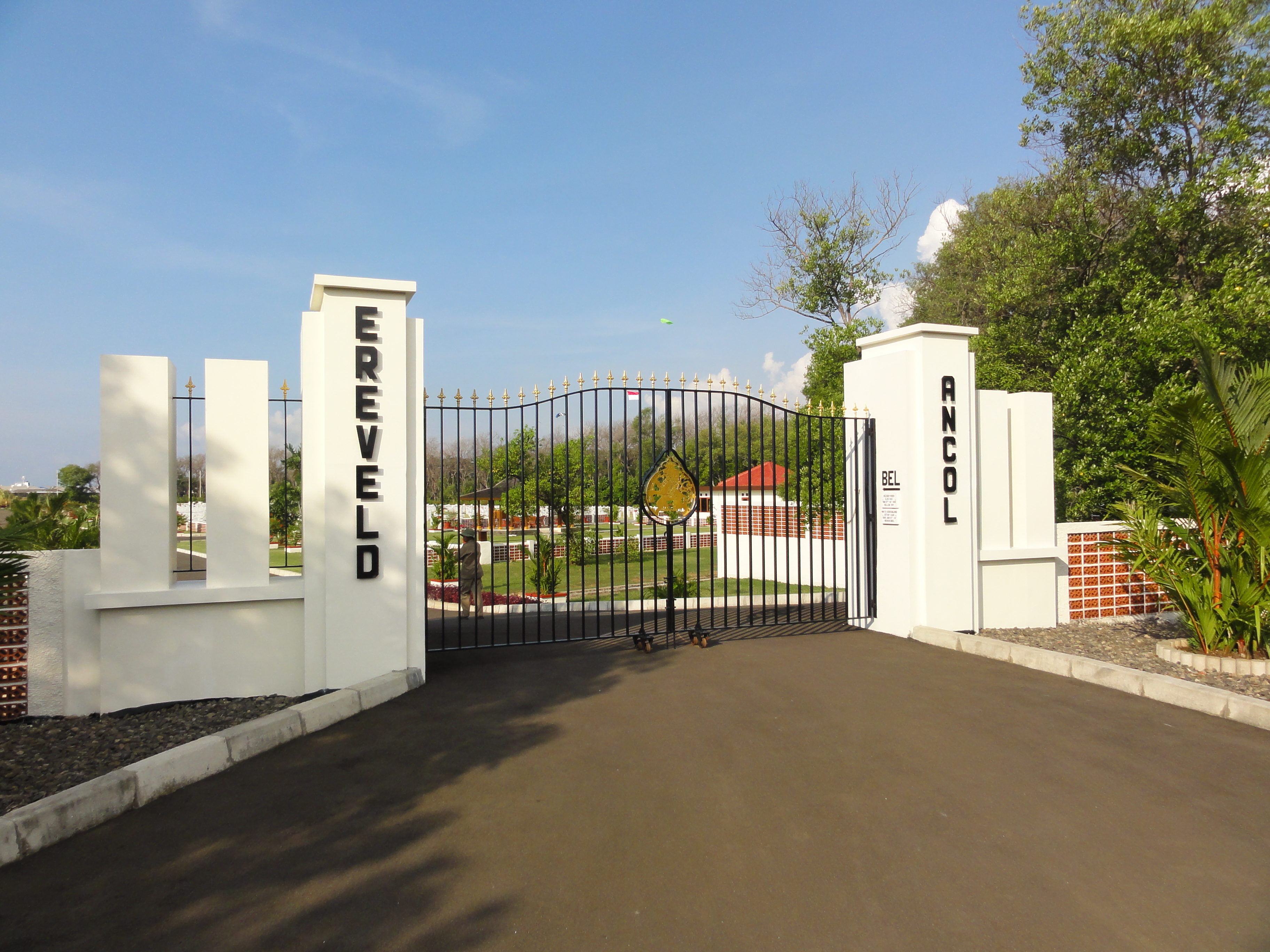
De poort van de begraafplaats

Wij herdenken de mensen die onder de onmogelijkste en ontmoedigendste omstandigheden de strijd hebben volgehouden voor hun land en meer dan voor hun land: voor de mensheid en voor de vrijheid en die strijd hebben betaald met het hoogste offer, dat zij brengen konden. Wij kennen hun getal niet; het zijn er velen, meer dan hier begraven liggen, want zij zijn niet alleen hier gestorven, na een parodie van rechtspraak, die de vijand toch altijd nog nodig had om zijn slechte geweten te sussen. Zij zijn gestorven op vele plaatsen in deze archipel en buiten deze archipel. Zij zijn geëxecuteerd, soms doodgemarteld, soms in de strijd gesneuveld, wanneer zij op het laatst nog wapens konden krijgen. Maar zij zijn allen gestorven voor hetzelfde doel: voor het herstel van vrijheid en menselijkheid.

## Latere gebeurtenissen
Op het ereveld Antjol bevond zich ook een boom met een bolle kruin die de naam van "hemelboom" kreeg. Door zijn vorm leek het of de boom de armen ten hemel hief en daarbij een schreeuw van ontzetting uitte. Deze Ailanthus excelsa leek dus een gebaar van wanhoop te tonen. Volgens de mededelingen van de doofstomme bewaker van het Chinese tempeltje werden onder deze boom een aantal vrouwen geëxecuteerd. Enige tijd later begaf deze boom het echter; door de toenmalige directeur van de Oorlogsgravenstichting, R. Smagge, zijn echtgenote en een team van deskundigen werd een reddingsoperatie georganiseerd; de wortels van de oude en afgestorven boom bleken een loot te hebben geschoten en daarmee de symboliek van het verleden, het heden en een opvolgende generatie te symboliseren. De oude boom werd door medewerkers van de Oorlogsgravenstichting op een speciale manier geïmpregneerd en ontdaan van de afgestorven schors. Op de betonkraag die om de boom werd heengebracht werd een koperen tekstplaat aangebracht met daarop enkele versregels van Poem for the fallen van Laurence Binyon:
They went with songs to the battle, they were young.
Straight of limb, true of eyes, steady and aglow.
They were staunch to the end against odds uncounted,
They fell with their faces to the foe.
They shall grow not old, as we that are left grow old:
Age shall not weary them, nor the years condemn.
At the going down of the sun and in the morning,
We will remember them.
Antjol, 1942-1945
Rond de boom werd een halfronde meditatiebank gebouwd. Alle op het ereveld Antjol begraven slachtoffers hebben gemeen dat zij door verraad of na een schijnproces en martelingen op wrede wijze werden geëxecuteerd. Jaarlijks komen er ongeveer 850 bezoekers. Het Ereveld Ancol wordt nog steeds beheerd door de Nederlandse Oorlogsgravenstichting.

## Begraven of herbegraven
Op het ereveld liggen tegenwoordig meer dan 2.000 mensen begraven. Een groot deel van hen naamloos in verzamelgraven omdat zij niet konden worden geïdentificeerd. In latere jaren werden op Ancol ook elders geëxecuteerden herbegraven. Na de oorlog waren deze graven verdeeld over een 22-tal begraafplaatsen in geheel Indonesië, welke tussen 1946 en 1950 waren aangelegd. Op verzoek van de Indonesische regering werden deze graven in de jaren 60 gecentreerd in Ancol. Begraven of herbegraven zijn hier onder meer:
| - Generaal-majoor R.T. Overakker - Kolonel G.F.V. Gosenson - Eerste luitenant H. van Zanten - Kapitein R.G. de Lange - aldaar geëxecuteerd - Eerste luitenant J. Davijt | - Dr. Achmad Mochtar - Hanny Hilgers, John Leslie Appleby, Tommy Powell en W. Bechtolt - 18 medewerkers van het Algemeen Landbouw Syndicaat werden hier vermoord | - Louis Joseph Welter - aldaar geëxecuteerd - Arnoldus Lambertus Jacques Wernink - aldaar geëxecuteerd - Emanuel Victor Frederik Toers Bijns - aldaar geëxecuteerd | - Lambertus Allard Vellenga - aldaar geëxecuteerd - Hermanus Jongbloed |

Afbeeldingen
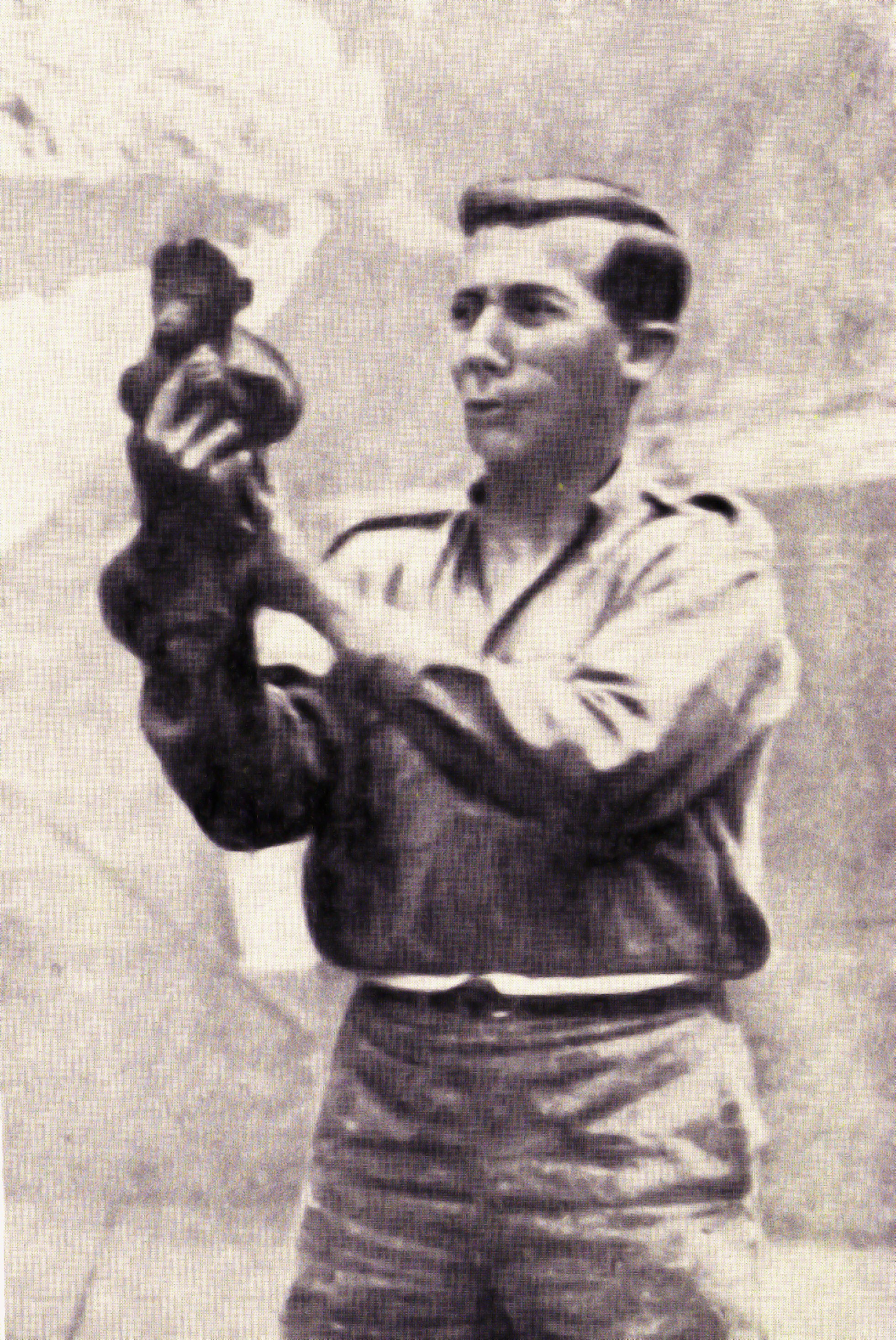
Kolonel G.F.V. Gosenson
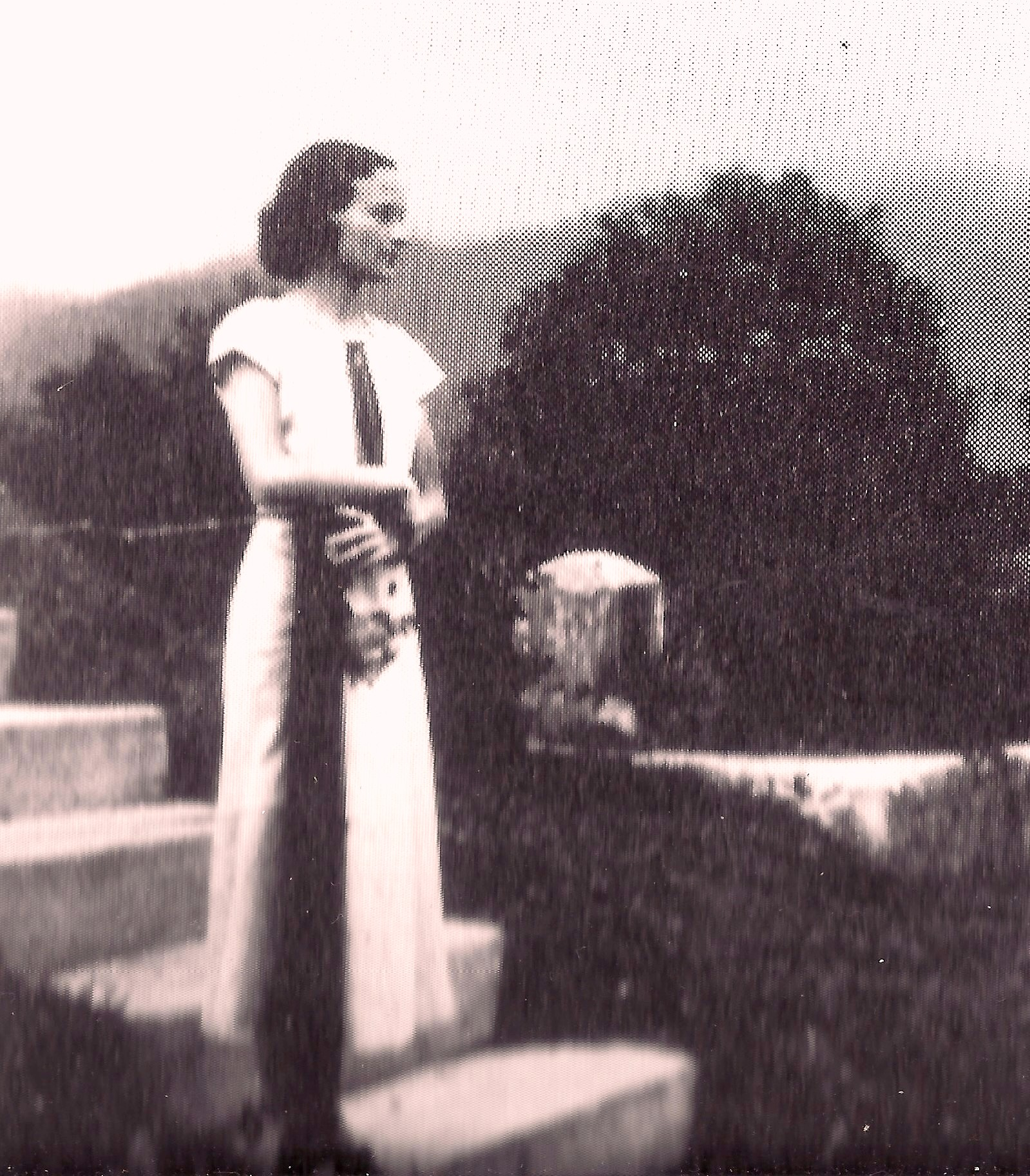
Hanny Hilgers